# Профатілов Ілля Іванович
Ілля Іванович Профатілов (1906, село Підліснівка Харківської губернії, тепер Сумського району Сумської області — 1975, місто Київ) — діяч комуністичних органів влади на території України. Член Ревізійної комісії КП(б)У в 1940—1949 р. Член ЦК КП(б)У в 1949—1952 р. Депутат Верховної Ради СРСР 2—3-го скликань.

## Біографія
Народився в родині робітника в липні 1906 року. Трудову діяльність розпочав у 16-річному віці наймитом у заможних селян. Працював учнем слюсаря ремонтної майстерні, секретарем районного комітету комсомолу.
Член ВКП(б) з 1926 року.
У 1931 році закінчив Харківський інститут народної освіти.
У 1931—1938 роках — інспектор, заступник керівника сектору Народного комісаріату освіти Української РСР.
З вересня 1938 до лютого 1939 року працював заступником завідувача сільськогосподарського відділу ЦК КП(б) України.
У лютому 1939 — березні 1940 року — 3-й секретар Харківського обласного комітету КП(б) України.
У березні 1940 — березні 1944 року — 2-й секретар Харківського обласного комітету КП(б) України. З 1943 по лютий 1944 року — в.о. 1-го секретаря Харківського обласного комітету КП(б) України.
У березні 1944 — 19 лютого 1951 року — 1-й секретар Волинського обласного комітету КП(б) України. Одночасно до січня 1950 року — 1-й секретар Луцького міського комітету КП(б) України.
21 лютого 1951 — 12 вересня 1952 року — 1-й секретар Тернопільського обласного комітету КП(б) України. 
У вересні 1952—1955 роках — слухач курсів перепідготовки перших секретарів обкомів при ЦК ВКП(б) у Москві; слухач Партійної школи при ЦК КП України.
У квітні 1955 — липні 1957 року — заступник міністра сільського господарства Української РСР — головний інспектор по свинарству, птахівництву і кукурудзі. У липні 1957 — березні 1962 року — заступник міністра сільського господарства Української РСР — начальник головного управління по оргколгоспних справах. 
У березні 1962 — березні 1965 року — заступник міністра — начальник Головного управління кадрів і навчальних закладів Міністерства виробництва і заготівель сільськогосподарських продуктів Української РСР.
У березні 1965—1969 роках — заступник міністра сільського господарства Української РСР.
З 1969 року — персональний пенсіонер союзного значення. Помер на початку січня 1975 року в місті Києві.

## Нагороди
- два ордени Леніна (23.01.1948, 26.02.1958)
- орден Трудового Червоного Прапора (7.02.1939)
- два ордени «Знак Пошани»
- орден Вітчизняної війни 2-го ст.
- медалі
- Почесна грамота Президії Верховної Ради Української РСР (19.07.1966)